# Emil Ernst
| Planetoida    | Data odkrycia       |
| ------------- | ------------------- |
| (705) Erminia | 6 października 1910 |

Emil Ernst – niemiecki astronom, działający na początku XX wieku.

## Życiorys
W 1918 roku uzyskał stopień doktora na Uniwersytecie w Heidelbergu. Pracował w obserwatorium w Heidelbergu kierowanym przez Maxa Wolfa, odkrył tam jedną planetoidę.